# Flavius Caesarius
Flavius Caesarius war ein spätantiker römischer Politiker des späten 4. Jahrhunderts. Er war Konsul des Jahres 397.
Flavius Caesarius, über dessen Jugend, Geburtsdatum und Geburtsort nichts überliefert ist, war der Sohn des Palladius Rutilius Taurus Aemilianus. Seiner Laufbahn nach wurde er wohl in der 1. Hälfte des 4. Jahrhunderts geboren. Unter den Kaisern Julian und Valens trat er in kaiserliche Dienste und bekleidete verschiedene Provinzialämter.
Unter Kaiser Theodosius I., der Flavius Caesarius das bedeutende Hofamt eines magister officiorum übertrug, das er von 387 bis 389 ausübte, wuchs sein Einfluss auf die kaiserliche Regierung. Als magister officiorum war er Mitglied des kaiserlichen Staatsrats (consistorium). Sein Einfluss zeigt sich schon daran, dass es ihm 387 gelang, von Theodosius die Begnadigung der aufständischen Bewohner der Stadt Antiochia zu erwirken. Er hatte dort zusammen mit dem magister militum per Orientem Ellebichus Unruhen untersucht. Von 395 bis 398 war er praefectus praetorio orientis. Während dieser Zeit wurde er für 397 zum ordentlichen Konsul ernannt.
Im Jahre 399 war Flavius Caesarius am Sturz des Eunuchen Eutropius beteiligt, der in diesem Jahr das Konsulat bekleidete und der engste Berater des jungen Kaisers Arcadius war. Von da an war Flavius Caesarius der oberste Berater des Arcadius. Seine germanenfreundliche Politik und seine arianische Gesinnung führten aber schließlich Ende 401 zu seinem Sturz. Im Gegensatz zu Eutropius wurde er aber nicht hingerichtet, sondern auf Bitten seines Bruders Flavius Aurelianus, des Konsuls von 400, begnadigt.